# Castillo de Arnedillo
El castillo de Arnedillo es una fortificación medieval situada en la localidad riojana de Arnedillo (España). Su origen se remonta al siglo X, pues se cree que fue construido para controlar el paso en una zona que todavía no era controlada por los cristianos, aunque los restos que se conservan hoy en día datan del siglo XIII. Desde el último tercio del siglo XII el edificio estuvo controlado por el obispo de Calahorra, hasta la abolición de los señoríos por parte de las Cortes de Cádiz en el siglo XIX. Actualmente son observables una torre y parte del lienzo de la muralla, ambos restaurados en 2021. 

## Historia

### Pertenencia al obispo de Calahorra

#### Primera concesión
El castillo es mencionado por primera vez en un documento datado en 1170, mediante el cual el rey Alfonso VIII dona la villa de Arnedillo y el castillo que dominaba la Lomiella al obispo de Calahorra, don Rodrigo de Cascante. Es probable que su origen sea anterior (siglo X), de cuando aún no se había asentado el dominio cristiano sobre el valle del Cidacos frente a los musulmanes, pero lo cierto es que para el siglo XII la función era meramente representativa del poder señorial. En consecuencia, los alcaides del castillo, nombrados por el obispo de Calahorra, tomaron un papel protagonista. El archivo Catedralicio y Diocesano de Calahorra es una amplia fuente de todos estos aspectos, los referidos a las relaciones entre los nobles de Arnedillo, sus bienes y tomas de poder.

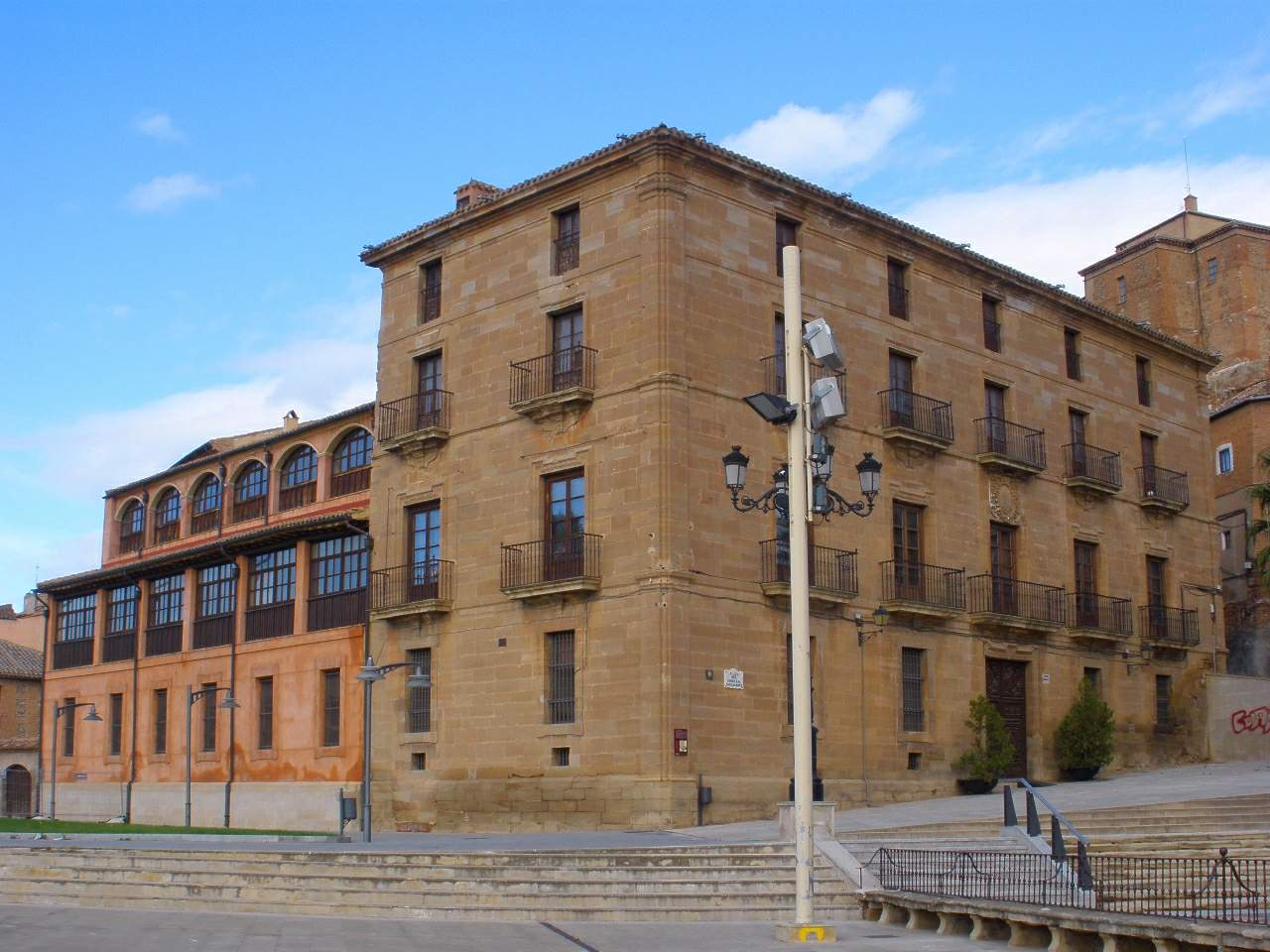
Actual palacio episcopal de la Diócesis de Calahorra y La Calzada-Logroño

#### Conflictos y disputas
En el siglo siguiente, más concretamente hacia 1223, la villa de Arnedillo es objeto de trueque entre el nuevo obispo de Calahorra electo, Juan Pérez de Segovia, y su cabildo. Este último cede las villas de Arnedillo, Cova, San Pedro de Yanguas (San Pedro Manrique) y las tercias de Haro, mientras que el obispo otorga al cabildo las tercias de Arnedo y las cuartas decimales de San Vicente de la Sonsierra y Laguardia, junto con sus respectivas aldeas. Este hecho supuso una serie de revueltas populares, teniendo una mayor trascendencia las de 1232. En dicha insurrección, los habitantes de Arnedillo se alzaron contra el obispo Juan Pérez, y con el alcaide que este había designado para custodiar el castillo. No reconocieron la autoridad de ambos, llegando las protestas hasta las puertas del palacio y castillo.
Este conflicto llegó a oídos del rey Fernando III, quien envió a tres personajes para que realizaran averiguaciones sobre los hechos acontecidos: un monje del monasterio de San Millán de la Cogolla, el alcalde de Calahorra y su hermano, hombre del rey. Hicieron jurar a todos los testigos e implicados en el percance para que relatasen la verdad. El desenlace fue la confección de un juramento en el que el pueblo de Arnedillo se comprometía a reconocer las autoridades del obispo y del alcaide. Obtuvieron, de este modo, el perdón del señor de la villa, no sin antes hacer homenaje a los caballeros del concejo y pagar una multa de 300 maravedíes para cubrir los perjuicios causados.
En el documento de compraventa que se redacta después de la obtención de heredades por parte del obispo Jerónimo Aznar en marzo de 1247, se menciona a Gil Domínguez como alcaide del castillo.
Otro conflicto surge el 7 de enero de 1328, cuando un grupo de canónigos se presenta ante el obispo de Calahorra, que por entonces residía en San Millán de la Cogolla, para pedir que resuelva la ilegítima situación que se estaba viviendo en el castillo por entonces. La queja se refería a que don Pedro Ochoa de Ciuvarri había decidido adueñarse del edificio, bajo el respaldo del señor de Cameros, don Juan Alfonso, y sus hijos. El verdadero puesto de alcaide del castillo le correspondía al arcediano de Calahorra, quien recuperó finalmente su posición después de la intervención del obispo. En 1428, se menciona a Fortín (o Fortún) Ochoa como alcaide del castillo.

#### El castillo como prisión

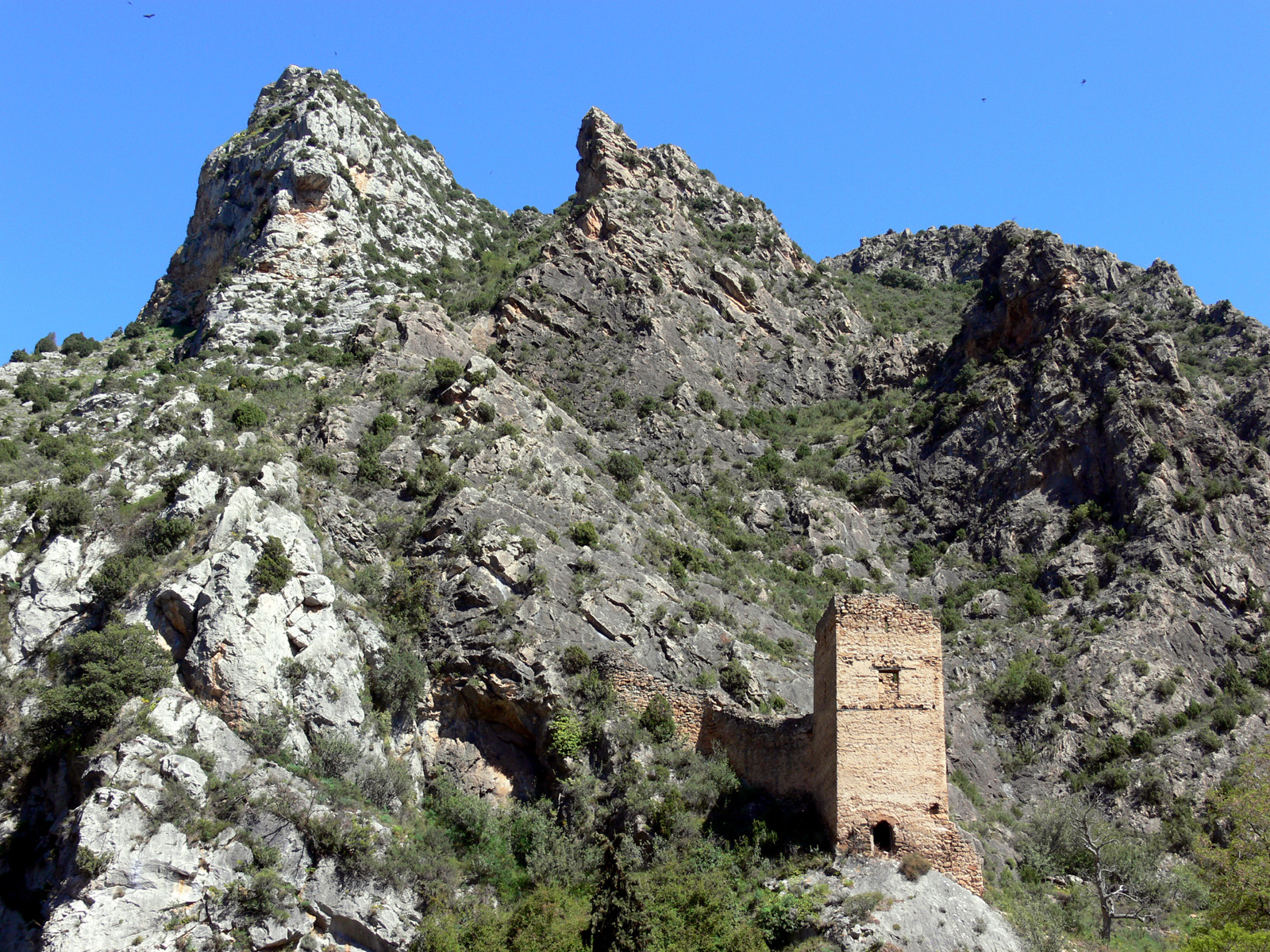
Vista general con la peña

Aún bajo la influencia de la diócesis de Calahorra, una de las funciones del castillo fue la de prisión. La torre del edificio albergaba, desde el siglo XVI, a prisioneros que, por lo general, eran monjes rebeldes. En el año 1575, se realizó un inventario de la cárcel por mandato del entonces alcaide, Francisco de Xureta y por el "juez carcelero", Francisco Fernández. En dicho informe se recogen instrumentos como llaves de grandes puertas de hierro, dos caños de escopeta, grillos de hierro, un cepo y una cadena. 
Se sabe que en 1524 estuvo retenido Juan Jiménez de Alfaro, arcediano de Álava. En 1764, uno de los presos era Juan José Gómez, presbítero procedente de la zona de Gallinero de Cameros. Este monje logró escapar de su celda rompiendo las cerraduras de la puerta y, el entonces alcaide del castillo, Juan Jerónimo González, acudió en su captura. Era también señor de Arnedillo y, para poder dar con el paradero del huido, solicitó al obispo poder registrar las casas pertenecientes a su jurisdicción. Finalmente, fue atrapado.

#### Edad Moderna y sigloXIX

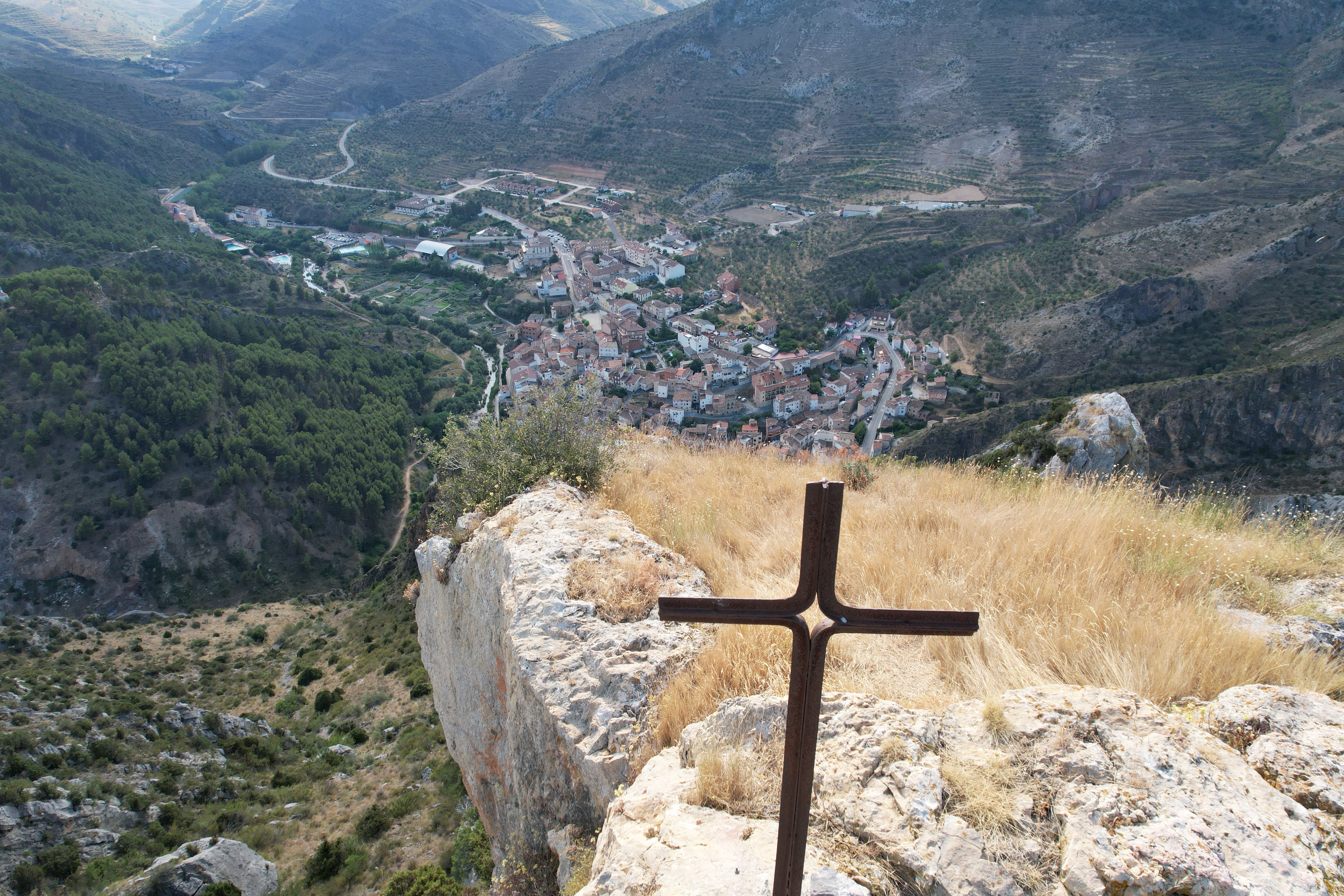
Vista de Arnedillo desde la peña del castillo

En el año 1545, Juan Fernández de Chaoz toma la alcaidía del castillo de Arnedillo, siguiendo un ritual que parecía común para todos los que accedían al puesto. El nuevo alcaide hacía un juramento con la mano derecha en una cruz, y luego el teniente de alcalde le concedía una vara de justicia. Finalmente, se dirigían al castillo para llevar a cabo el relevo con el alcaide anterior, quien debía de entregar las llaves.
Siglos después, el señorío episcopal que la diócesis de Calahorra ejercía sobre el castillo y el pueblo se fue confirmando a lo largo de los sucesivos reinados del siglo XVIII. Sin embargo, en el siglo XIX, los señoríos episcopales son abolidos por las Cortes de Cádiz, y la influencia del obispo sobre la zona desaparece. En consecuencia, el castillo pasa a denominarse Castillo Lombera, y sus inmediaciones se comienzan a emplear como cementerio, espacio que sigue siendo destinado a ello hoy en día.

### Palacio
Al menos desde el siglo XIII al XVII se conoce que había en las inmediaciones del castillo un palacio, en el que el obispo y demás personajes de importancia se albergaban temporalmente durante las visitas. Se estima que el palacio ocuparía el espacio hoy reservado para el cementerio, pero no se conserva descripción alguna del edificio pues, al parecer, a mediados del siglo XVIII ya se encontraba en estado ruinoso.

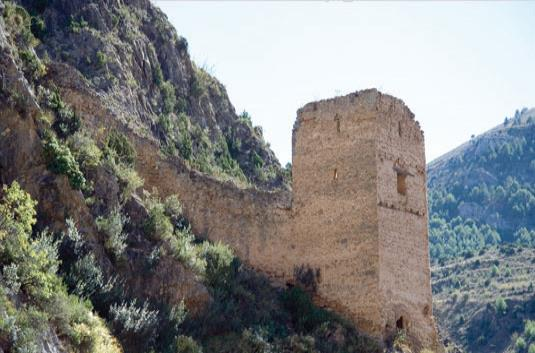
Detalle de la torre

### Actualidad
Hoy en día el castillo se ve sujeto a la propiedad del municipio. A lo largo del siglo XX y principios del XXI, el edificio necesitaba una reforma urgente debido al deterioro y a una ruina progresiva. La situación se vio resuelta cuando en 2020 el Gobierno de la Rioja aprobó la restauración del castillo, bajo un presupuesto de 110.536,05 euros. Dicha obra llegó a su término a finales del año 2021.

## Características

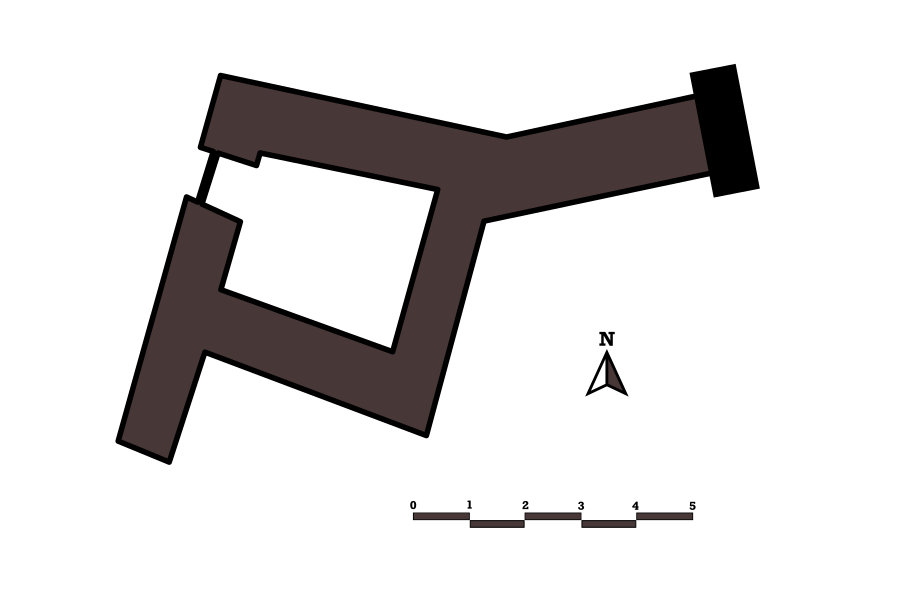
Representación gráfica de la planta baja del castillo

El castillo de Arnedillo responde a las características formales de un castillo roquero, esto es, una fortaleza situada en un peñasco o en lo alto de una cima para garantizar la máxima seguridad y defensa. Lo cierto es que el origen del edificio se remonta hasta el siglo X, período en el que todavía no había un claro dominio cristiano frente a los musulmanes en el valle del Cidacos, obligando a los primeros a refugiarse entre las zonas más montañosas. La mayor parte de lo que se observa hoy en día, sin embargo, pertenece al siglo XIII. La peña en la que se encuentra la fortaleza se encuentra a unos 654 metros de altitud.
En cuanto a lo que actualmente se conserva, la torre es de planta cuadrada regular en el exterior, pero irregular en el interior. El material es la piedra, dispuesta en sillarejos y mampostería.Las plantas de la torre eran cuatro: una baja y tres superiores (solo se conservan las marcas de los mechinales). Dichas plantas se encuentran iluminadas por aspilleros o saeteras, aunque sobre ellas predomina una ventana de mayores proporciones en el tercer piso, cuadrada y con dintel de madera. Dicha ventana daba cobertura a un cadalso lígneo que no se conserva hoy en día, aunque se pueden observar todavía las dos filas que la madera empotrada recorría en el muro de la torre.  Su puerta de acceso, orientada hacia el oeste, se encuentra flanqueada por un arco en mitra y monolítico, con dos grandes losas en su interior. Esta disposición se da escasamente en los edificios de la Península, por lo que se puede tratar de una modificación posterior a la construcción de la torre. El remate de la torre es desconocido, pues la parte superior se encuentra desmochada.
Otros elementos que se conservan son los lienzos de muralla, también realizados en sillarejo y mampostería. Uno de ellos, el de mayor longitud, se extiende siguiendo el escarpe rocoso del peñasco, mientras que el más corto, adosado al muro de la torre, se orienta hacia el sur.